# Pericycos fruhstorferi
Pericycos fruhstorferi là một loài bọ cánh cứng trong họ Cerambycidae.